# Habruny
Habruny (biał. Габруны, Habruny; ros. Габруны, Gabruny) – wieś na Białorusi, w obwodzie mińskim, w rejonie nieświeskim, w sielsowiecie Łań, nad Ceprą.

## Historia
W dwudziestoleciu międzywojennym leżały w Polsce, w województwie nowogródzkim, w powiecie nieświeskim, do 1 października 1927 w gminie Lisuny, następnie w gminie Łań. W 1921 miejscowość liczyła 263 mieszkańców, zamieszkałych w 43 budynkach, w tym 257 Białorusinów i 6 Polaków. 257 mieszkańców było wyznania prawosławnego i 6 rzymskokatolickiego.
Po II wojnie światowej w granicach Związku Sowieckiego. Od 1991 w niepodległej Białorusi.